# Famille Bujanovics
La famille Bujanovics d'Aggtelek (en hongrois : ággeteleki Bujanovics ; en allemand : Bujanovics von Aggtelek) est une ancienne famille de la noblesse croate et hongroise.

## Origines
La famille Bujanovics est originaire de Croatie et remonte à János Bujan, vivant en 1681 à Prapoutnik dans le comté de Fiume. On retrouve au XVIIIe siècle la famille dans les comitat de Szabolcs, Bihar, Sáros et Zemplén. On trouve dans au début des années 1700 une confirmation d'ancienne noblesse et de plusieurs dons de villages dans les comtés de Szabolcs et de Bereg. Don du fief d'Aggtelek par Marie-Thérèse en 1780 avec l'autorisation de l'adjoindre au nom patronymique. Délivrance par les autorités de Buccari d'un certificat d'ancienne noblesse à la couronne hongroise et renouvellement d'armoiries le 3 janvier 1783 par le roi Joseph II à Johann Bujánovics von Agtelek et ses enfants (Liber Regius Vol. LII.302).

## Membres notables
- János Bujanovics d'Ággtelek (fl. 1783-1799), membre de la noblesse de Buccari, secrétaire de la chambre d'Eszék. Frère du suivant.
- Károly Bujanovics d'Ággtelek (fl. 1770-1810), agent de la Cour hongroise, conseiller et secrétaire de la chancellerie royale hongroise à Vienne, chevalier de l'ordre de Saint-Étienne de Hongrie. Père des suivants.
- Kornél Bujanovics d'Ággtelek (1780-1844), mathématicien. On lui doit notamment Geometria analytica (Vienne, 1828). Frère du suivant.
- Edvárd dit Ede Bujanovics d'Ággtelek (hu) (1776-1855), agronome, économiste, avocat et propriétaire foncier. Il est également comme banquier le premier président du conseil d'administration de la Caisse d'épargne de Prešov, le président du comité fiscal de région de Košice (Kassa) et membre élu de la Société économique russe (1842). Époux de la comtesse Júlia Haller (1778-1838), parents des suivants.
- Ernő Bujanovics d'Ággtelek (1806-1880), secrétaire du Conseil de Lieutenance (1848), chambellan KuK, conseiller de la Cour, chevalier de l'ordre impérial de Léopold. Il adopte son neveu, le comte Viktor Csáky-Bujanovics (1845-1895), commandant KuK, membre de la Garde du corps royale hongroise. Frère du suivant.
- Rudolf (Rezső) Bujanovics d'Ágtelek (1814-1876), lieutenant durant la révolution hongroise de 1848, parlementaire. Frère du suivant.
- Ágoston Bujanovics d'Ággtelek (1818-1894), chambellan KuK (1858), Feldmarschall-Leutnant (altábornagy en hongrois, équivalent de général de corps d'armée), premier-lieutenant de la Garde du corps royale hongroise.
- Gyula Bujanovics d'Ágtelek (hu) (1807-1856), greffier de la région de Košice puis de celle de Tiszántúl (1841), élu député au parlement de Hongrie (1847).
- Sándor Bujanovics d'Ággtelek (hu) (1837-1918), avocat, propriétaire foncier, conseiller du roi et membre du parlement de Hongrie. Il fut également directeur des domaines du comte Alajos Károlyi.
- Ágoston Bujanovics d'Ággtelek, agent de la chancellerie hongroise à Vienne (1810–1820).
- Lukács Bujanovics d'Ággtelek (1771-1825), magistrat, avocat de la Table royale.
- Sándor Bujanovics d'Ággtelek (1808-1880), notaire du comté de Arad. Fils du précédent.
- Titusz Bujanovics d'Ággtelek (1815-1887), capitaine durant révolution hongroise de 1848 puis commandant dans la Honvéd.
- Gyula Bujanovics d'Ággtelek (1862-1946), főispán de Sáros.
- Albert Bujanovics d'Ággtelek (1895-1918), lieutenant première classe aviateur au sein de l'armée de l'air impériale et royale, mort au combat sur le front italien.

## Pour approfondir